# Uranotaenia amiensis
Uranotaenia amiensis är en tvåvingeart som beskrevs av Peters 1963. Uranotaenia amiensis ingår i släktet Uranotaenia och familjen stickmyggor. Inga underarter finns listade i Catalogue of Life.